# Bordzie
Bordzie  (lit. Bardžiai) − wieś na Litwie, w okręgu tauroskim, w rejonie szyłelskim, 26 km na wschód od Szyłeli.

## Historia

### Własność
Wczesna historia wsi Bordzie, Poškakaimis i Bijaty jest wspólna, gdyż leżą one na terenie jednego, dawnego majątku Bordzie należącego do rodziny Paszkiewiczów. Pierwsza znana współcześnie wzmianka o tym majątku pochodzi z 1558 roku, kiedy to Beata Paszkiewicz i jej siostry dzieliły ten duży majątek. Część przypadająca Beacie została nazwana Bijaty, upamiętniając właścicielkę. 11 maja 1790 roku polsko-litewski pisarz Dionizas Poška (Dionizy Paszkiewicz) skupił te części i mieszkał w majątku od tego momentu do swej śmierci w 1830 roku. W tym czasie majątek został podzielony w ten sposób, że jego częścią z siedzibą w Bijatach władał jego ojciec, a w Bordziu – sam Dionizas. W testamencie z 5 lutego?/17 lutego 1830 roku Dionizas zapisał majątek swoim braciom, Antoniemu i Norbertowi. Norbert mieszkał na terenie tych dóbr, na którym jest obecnie wieś Poškakaimis nazwana na cześć pisarza. Norbert założył tu w 1825 roku park, na terenie którego rośnie do dziś lipa o obwodzie pnia 430 cm i wiele starych dębów, klonów i lip drobnolistnych.
Po śmierci Dionizasa Poški z czasem folwark Bordzie został skasowany, a dobra przyłączone do Bijat. W 1847 roku cały ten majątek kupił Konstanty Wolmer. Na przełomie XIX i XX wieku spuścizna ta należała do jego spadkobierców i miała wielkość 382 dziesięciny.
Po litewskiej reformie rolnej w latach 20. XX wieku majątek został podzielony, w tym na wyżej wymienione wsie.

### Przynależność administracyjna
Majątek Bordzie przed zaborami należał do jednego z traktów Kroże albo Widukle Księstwa Żmudzkiego Rzeczypospolitej. W wyniku III rozbioru Polski w 1795 roku został przyłączony do ujezdu rossieńskiego guberni wileńskiej Imperium Rosyjskiego. Ujezd rossieński od 1797 roku należał do guberni litewskiej, a od 1801 roku w litewsko-wileńskiej. W 1843 roku znalazł się w guberni kowieńskiej. Bordzie w II połowie XIX wieku należały do gminy Skawdwile, do parafii Girdyszki (obecnie lit. Girdiškė).
W wyniku umowy suwalskiej w 1920 roku Bordzie znalazły się na terenie Litwy, która w latach 1940–1990 wchodziła w skład ZSRR jako Litewska Socjalistyczna Republika Radziecka.
W czasach radzieckich we wsi znajdował się duży kompleks hodowlany, który został później rozebrany. We wsi znajduje się firma zajmująca się obróbką drewna. Działa tu ocalały młyn wodny.

### Dąb Baublis
Na terenie majątku, na górze Wiśniowej rósł 1000-letni dąb Baublis. Dąb na początku XIX wieku usychał, Dionizas Poška w 1812 roku kazał go ściąć i dolną część przetoczyć w pobliże swojego domu (który znajdował się na granicy między obecnymi wsiami Poškakaimis i Bijaty). W wydrążonej w pniu altance urządził mikromuzeum starożytności.